# Eric de Rothschild

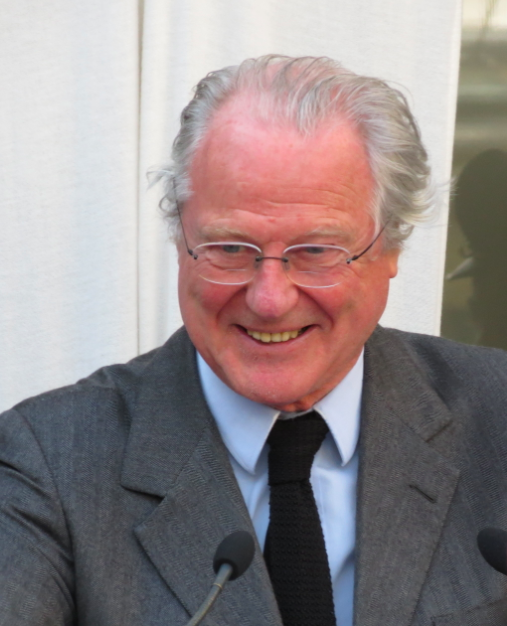
Eric de Rothschild (2013)

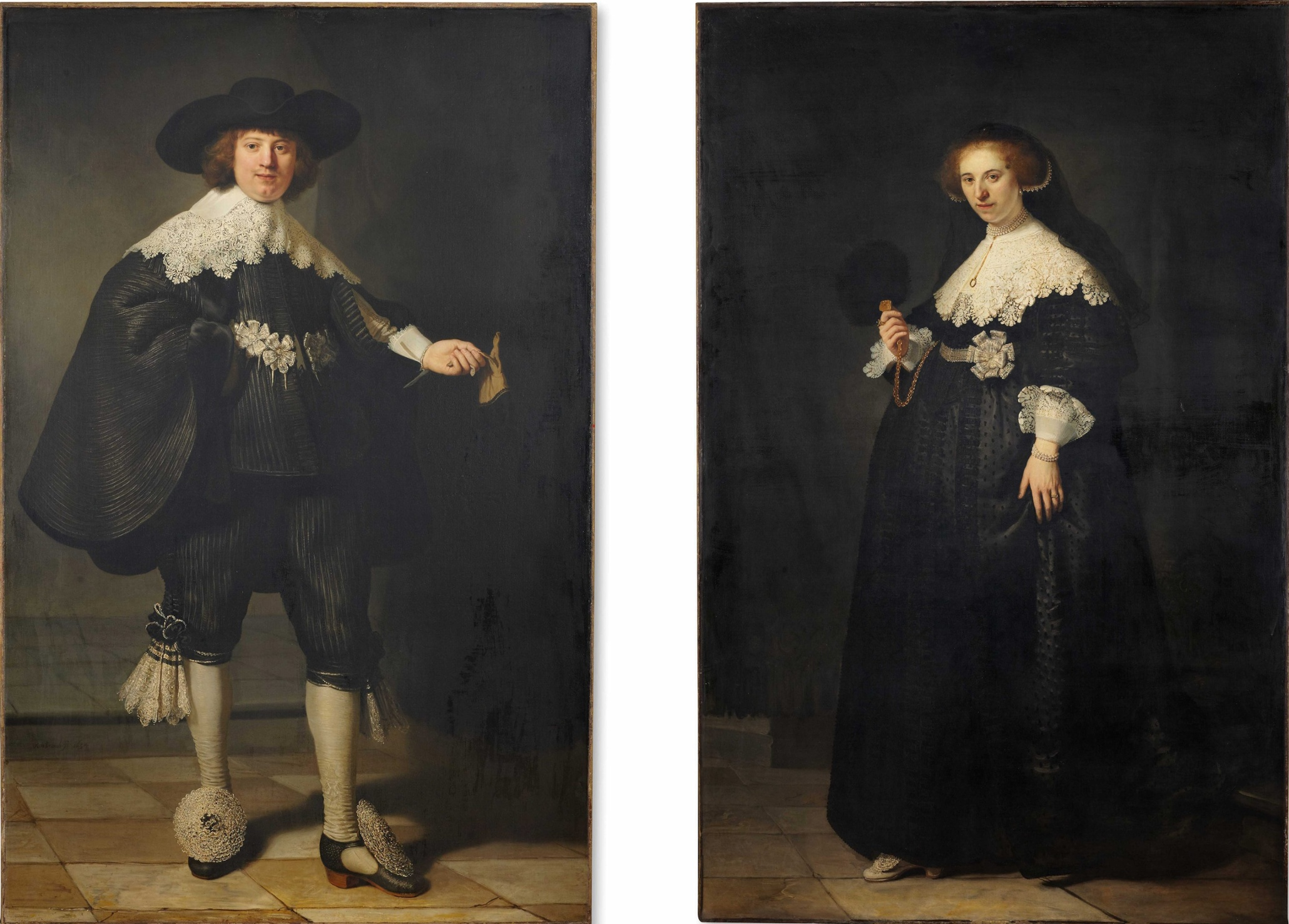
De pendanten Marten Soolmans en Oopjen Coppit door Rembrandt (1634)

Baron Eric de Rothschild (New York, 3 oktober 1940) is een Frans bankier en wijnbouwer.

## Biografie
De Rothschild behoort tot de zogenaamde Parijse tak van de familie Rothschild. Hij werd geboren als zoon van bankier en wijnbouwer Alain de  Rothschild  (1910-1982) en  Mary Chauvin du Treuil (1916). Hij werd geboren in ballingschap nadat zijn moeder naar de Verenigde Staten was gevlucht, terwijl zijn vader vanaf 1940 de oorlog doorbracht in Duitse gevangenkampen. Hij studeerde af als ingenieur aan de prestigieuze ETH te Zürich. Hij begon zijn loopbaan in de familiebank Rothschild Frères om te eindigen, vanaf 2004, als voorzitter van de Raad van Commissarissen van de familieholding Paris-Orléans SA. In 1974 nam hij van zijn oom Elie de Rothschild (1917-2007) de leiding over van het wijndomein Château Lafite-Rothschild; hij breidde de moedermaatschappij Domaines Barons de Rothschild nog uit met verschillende andere wijngoederen.
De Rothschild is betrokken bij verscheidene Joodse en charitatieve instellingen. Zo is hij voorzitter van de Mémorial de la Shoah en erevoorzitter van de Grande synagogue de Paris. In die hoedanigheid deed hij in 2012 een oproep aan de Franse onderwijsinstanties om op scholen stelselmatig aandacht te besteden aan de Jodenvervolging en zo antisemitisme en andere vormen van racisme te bestrijden.  

### Rembrandt
In 2015 kwam De Rothschild in het nieuws door de aanvraag van een exportvergunning voor de portretten van het echtpaar Marten Soolmans en Oopjen Coppit, geschilderd door Rembrandt van Rijn. Deze beide portretten waren in 1877 aangekocht door zijn overgrootvader baron Gustave de Rothschild (1829-1911). Zij bevonden zich in het familiebezit totdat ze door de Franse en Nederlandse overheden gezamenlijk werden aangekocht.  